# Cun (Einheit)

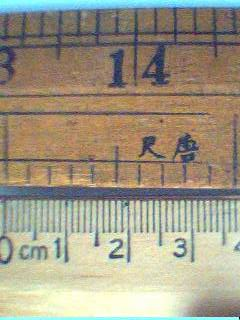
Eine Nahaufnahme eines Linealabschnitts mit britischen (Zoll) und chinesischen (cun) Skalen auf den beiden Seiten. Dies ist der 10. cun – der letzte cun eines chi, so dass man sehen kann, dass 1 chi (10 cun) 14+5/8 Zoll, d. h. 371 mm entsprach. Zur V

Das Cun (chinesisch 寸, Pinyin cùn, W.-G. ts’un, als Einheitenzeichen auch cun; Zoll) ist eine traditionelle chinesische Maßeinheit und definiert als 1⁄10 eines chinesischen Fuß (Chi). In der Volksrepublik China wurde das Chi 1984 auf ⅓ Meter festgelegt, womit das Cun 1⁄30 Meter (3 ⅓ Zentimeter) entspricht.
In der Traditionellen Chinesischen Medizin ist das Cun eine relative Maßeinheit, die benutzt wird, um die Einstichpunkte für das Setzen von Nadeln in der Akupunktur zu lokalisieren. Es fällt für jeden Menschen individuell verschieden aus. Die Breite des Daumens in Höhe des Endgliedgelenks definiert üblicherweise einen Cun des Patienten. Die Breite von Zeige- und Mittelfinger zusammen entsprechen ca. 1,5 Cun, die Breite über die vier zusammengelegten Finger 3 Cun. Das Cun eines durchschnittlichen US-Bürgers entspricht rund 18,7 Millimetern.